# Neotamias ochrogenys
Tamias ochrogenys є видом гризунів родини вивіркових (Sciuridae). Він є ендеміком районів поблизу узбережжя північної Каліфорнії в США, де мешкає в прибережних хвойних лісах.

## Опис
Жовтощокий бурундук є найбільшим видом у роді й виростає до загальної довжини від 233 до 297 мм, включаючи хвіст від 97 до 130 мм. Це темна оливкова з п'ятьма темними поздовжніми смугами на тілі, центральна з яких вздовж хребта є найбільш помітною, і три на голові, де темна смуга, що проходить через око, має бліді смуги з обох боків. Відразу за вухом є бліда пляма хутра. Боки тіла вохристі, що поступово переходить у блідішу нижню частину тіла, де темно-сірі остьові волоски з білими кінчиками. Кущистий хвіст дорсовентрально сплющений, верхня поверхня такого ж кольору, як і тіло, а нижня — від рудувато-коричневого до помаранчевого. Захисні волоски на хвості також мають біле забарвлення. Восени линяє, і взимку хутро тьмяніше, довше і шовковистіше.

## Поведінка
Жовтощокий бурундук потайливий у своїх звичках і його рідко можна побачити, але його можна почути, коли він видає характерний пронизливий двоскладовий звук "чак-чак", який є відносно низьким порівняно з іншими видами бурундуків. Жовтощокий бурундук харчується насінням і плодами різноманітних рослин. У щокових сумках було знайдено насіння трав, тож він може запасати їжу для подальшого використання. На початку року їдять гриби, а жолуді дуба та насіннєві коробочки очеретухи (Lithospermum) їдять протягом тривалого періоду року. Серед вмісту шлунку були знайдені крила комах, тому деякі тварини також можуть споживати їжу тваринного походження.